# Iñaki Bollaín
José Ignacio Bollaín Ochoa (Laredo, Cantabria, 6 de octubre de 1974), conocido deportivamente como Iñaki, es un exfutbolista español. Se desempeñaba en la posición de defensa, especialmente como lateral derecho, y su último equipo fue la A. D. Siete Villas, del Grupo III de la Tercera División de España.

## Carrera
Bollaín debutó como futbolista profesional en 1992 en el CD Laredo de Tercera División, de donde pasó a la Gimnástica de Torrelavega de Segunda División B (temporada 93/94) y al Racing de Santander. En la temporada 94/95 se estrena en Primera División, siendo una de las revelaciones al disputar 34 partidos y marcar un gol. La temporada siguiente disputa 32 partidos, algunos saliendo como suplente, y en la 1996/97 pierde la titularidad definitivamente.  
La campaña 97/98 la inicia en el Racing, pero es traspasado a mitad de temporada al Levante UD, entonces en Segunda División. Ese año el club granota pierde la categoría. Desde entonces Bollaín ha jugado en diversos equipos de categorías inferiores del fútbol español, siendo sus mayores logros un ascenso a Segunda División con el Burgos CF (2000/01) y otro a Segunda División B con el Granada CF (2005/06). 

## Selección nacional
Bollaín nunca ha sido convocado por la selección española, pero llegó a debutar con la selección de fútbol de Cantabria, con la que disputó dos partidos y marcó dos goles.

## Clubes
| Club                      | Categoría                     | País      | Año         | Partidos | Goles |
| ------------------------- | ----------------------------- | --------- | ----------- | -------- | ----- |
| CD Laredo                 | Tercera División, Grupo III   | España    | 1992-1993   | s/d      | s/d   |
| Gimnástica de Torrelavega | Segunda División B, Grupo II  | España    | 1993-1994   | 24       | 1     |
| Racing de Santander       | Primera División              | España    | 1994-1995   | 34       | 1     |
| Racing de Santander       | Primera División              | España    | 1995-1996   | 32       | 2     |
| Racing de Santander       | Primera División              | España    | 1996-1997   | 13       | -     |
| Racing de Santander       | Primera División              | España    | 1997-1998   | -        | -     |
| Levante UD                | Segunda División              | España    | 1997-1998   | 20       | 2     |
| Levante UD                | Segunda División B, Grupo IV  | España    | 1998-1999   | 12       | 1     |
| Jerez Club de Fútbol      | Segunda División B, Grupo IV  | España    | 1998-1999   | 15       | -     |
| SD Noja                   | Tercera División, Grupo III   | España    | 1999-2000   | s/d      | s/d   |
| Novelda Club de Fútbol    | Segunda División B, Grupo III | España    | 1999-2000   | 20       | -     |
| Burgos CF                 | Segunda División B, Grupo II  | España    | 2000-2001   | 38       | 10    |
| Burgos CF                 | Segunda División              | España    | 2001-2002   | 34       | 3     |
| Burgos CF                 | Segunda División B, Grupo III | España    | 2002-2003   | 32       | 3     |
| CF Palencia               | Segunda División B, Grupo II  | España    | 2003-2004   | 34       | 2     |
| Gibraltar FC              | Primera División de Gibraltar | Gibraltar | 2004-2005   | s/d      | s/d   |
| Sangonera                 | Tercera División, Grupo XIII  | España    | 2004-2005   | s/d      | s/d   |
| Granada CF                | Tercera División, Grupo IX    | España    | 2005-2006   | 36       | 2     |
| Granada CF                | Tercera División, Grupo IX    | España    | 2006-2007   | s/d      | s/d   |
| CD Roquetas               | Segunda División B, Grupo IV  | España    | 2007-2008   | s/d      | s/d   |
| CD Roquetas               | Segunda División B, Grupo IV  | España    | 2008-2009   | s/d      | s/d   |
| Burgos CF                 | Segunda División B, Grupo III | España    | 2009        | s/d      | s/d   |
| SD Noja                   | Tercera División, Grupo III   | España    | 2009-2012   | s/d      | s/d   |
| SD Noja                   | Segunda División B, Grupo II  | España    | 2012 - 2014 | s/d      | s/d   |
| SD Noja                   | Segunda División B, Grupo II  | España    | 2012-2014   | s/d      | s/d   |
| AD Siete Villas           | Tercera División de Cantabria | España    | 2014-2016   | s/d      | s/d   |